# PGA Tour
 (août 2013).
Si vous disposez d'ouvrages ou d'articles de référence ou si vous connaissez des sites web de qualité traitant du thème abordé ici, merci de compléter l'article en donnant les références utiles à sa vérifiabilité et en les liant à la section « Notes et références ».
Le PGA Tour est un circuit professionnel de golf masculin avec la date officielle de sa création se situe 1929 mais dont l'actuelle organisation date de 1968 lors de la formation de l'organisation régente le circuit - l'« association de golfeurs professionnels » (en anglais « Professional Golfers' Association  » (PGA)) - et dont la nomination PGA Tour fut adopté en 1975.
Il s'agit du circuit hégémonique du golf masculin mondial et se déroule principalement aux États-Unis. D'autres circuits professionnels existent de par le monde mais n'ont pas la même aura et importance que la PGA Tour tels le LIV Golf, créé en 2022, le DP World Tour (circuit européen), l'Asian Tour (circuit asiatique), le PGA Tour of Australasia (circuit océanique), le Japan Golf Tour (circuit japonais) et le Sunshine Tour (circuit sud-africain). Le PGA Tour régit également d'autres circuits secondaires tels que le PGA Tour Champions, le Korn Ferry Tour, le PGA Tour Canada et le PGA Tour Latinoamérica. Il est une organisation à but non lucratif et tire ses revenus en concluant directement des accords de diffusion et de licence. Il a pour rôle de prendre en charge la logistique, le déroulement des événements et de légiférer sur la participation des joueurs.
La saison de PGA Tour est organisée autour d'environ une quarantaine de tournois classés par catégorie d'importance entre les quatre tournois majeurs, les quatre World Golf Championships, The Players Championship, les trois tournois de la FedEx Cup qui ponctuent la saison, et de tous les autres tournois réguliers. A l'issue d'une saison, les joueurs sont classés en fonction des gains cumulés (« money list ») et plusieurs titres sont attribués dont les plus prestigieux sont le « PGA Player of the Year » attribué par le PGA au regard d'une synthèse des gains cumulés et des victoires, et le « PGA Tour Player of the Year » attribué par les joueurs eux-mêmes.

## Palmarès
Chaque année, différents trophées sont attribués dans le cadre du PGA Tour.
Le premier, le PGA Player of the Year, joueur PGA de l'année, existe depuis 1948. Depuis 1982, il est attribué selon un système de cotation basé sur les victoires, le classement de la Money List et sur la moyenne de score.
Le second, le PGA Tour Player of the Year, aussi connu sous le nom de Jack Nicklaus Trophy, existe depuis 1990. Le vainqueur est désigné par un vote.
Depuis 1990, un troisième trophée est attribué au meilleur débutant de l'année, le Rookie of the Year. Seuls les joueurs disputant leur première saison sur le PGA Tour sont éligibles.
| Année | Meilleur golfeur «PGA Player of the Year» | Meilleur golfeur par ses pairs «PGA Tour Player of the Year» | Classement des gains | Classement des gains | Meilleur débutant  |
| Année | Meilleur golfeur «PGA Player of the Year» | Meilleur golfeur par ses pairs «PGA Tour Player of the Year» | Vainqueur            | Dotation (US$)       | Meilleur débutant  |
| 1934  |                                           |                                                              | Paul Runyan          | 6 767 $              |                    |
| 1935  |                                           |                                                              | Johnny Revolta       | 9 543 $              |                    |
| 1936  |                                           |                                                              | Horton Smith         | 7 682 $              |                    |
| 1937  |                                           |                                                              | Harry Cooper         | 14 139 $             |                    |
| 1938  |                                           |                                                              | Sam Snead            | 19 534 $             |                    |
| 1939  |                                           |                                                              | Henry Picard         | 10 303 $             |                    |
| 1940  |                                           |                                                              | Ben Hogan            | 10 655 $             |                    |
| 1941  |                                           |                                                              | Ben Hogan (2)        | 18 358 $             |                    |
| 1942  |                                           |                                                              | Ben Hogan (3)        | 13 143 $             |                    |
| 1944  |                                           |                                                              | Byron Nelson         | 37 968 $             |                    |
| 1945  |                                           |                                                              | Byron Nelson (2)     | 63 336 $             |                    |
| 1946  |                                           |                                                              | Ben Hogan (4)        | 42 556 $             |                    |
| 1947  |                                           |                                                              | Jimmy Demaret        | 27 937 $             |                    |
| 1948  | Ben Hogan                                 |                                                              | Ben Hogan (5)        | 32 112 $             |                    |
| 1949  | Sam Snead                                 |                                                              | Sam Snead (2)        | 31 594 $             |                    |
| 1950  | Ben Hogan (2)                             |                                                              | Sam Snead (3)        | 31 594 $             |                    |
| 1951  | Ben Hogan (3)                             |                                                              | Lloyd Mangrum        | 26 089 $             |                    |
| 1952  | Julius Boros                              |                                                              | Julius Boros         | 37 033 $             |                    |
| 1953  | Ben Hogan (4)                             |                                                              | Lew Worsham          | 34 002 $             |                    |
| 1954  | Ed Furgol                                 |                                                              | Bob Toski            | 65 820 $             |                    |
| 1955  | Doug Ford                                 |                                                              | Julius Boros (2)     | 63 122 $             |                    |
| 1956  | Jack Burke Jr.                            |                                                              | Ted Kroll            | 72 836 $             |                    |
| 1957  | Dick Mayer                                |                                                              | Dick Mayer           | 65 835 $             |                    |
| 1958  | Dow Finsterwald                           |                                                              | Arnold Palmer        | 42 608 $             |                    |
| 1959  | Art Wall Jr.                              |                                                              | Art Wall Jr.         | 53 168 $             |                    |
| 1960  | Arnold Palmer                             |                                                              | Arnold Palmer (2)    | 80 968 $             |                    |
| 1961  | Jerry Barber                              |                                                              | Gary Player          | 64 540 $             |                    |
| 1962  | Arnold Palmer (2)                         |                                                              | Arnold Palmer (3)    | 81 448 $             |                    |
| 1963  | Julius Boros (2)                          |                                                              | Arnold Palmer (4)    | 128 230 $            |                    |
| 1964  | Ken Venturi                               |                                                              | Jack Nicklaus        | 113 285 $            |                    |
| 1965  | Dave Marr                                 |                                                              | Jack Nicklaus (2)    | 140 752 $            |                    |
| 1966  | Billy Casper                              |                                                              | Billy Casper         | 121 945 $            |                    |
| 1967  | Jack Nicklaus                             |                                                              | Jack Nicklaus (3)    | 188 998 $            |                    |
| 1968  | Non attribué                              |                                                              | Billy Casper (2)     | 205 168 $            |                    |
| 1969  | Orville Moody                             |                                                              | Frank Beard          | 164 707 $            |                    |
| 1970  | Billy Casper (2)                          |                                                              | Lee Trevino          | 157 037 $            |                    |
| 1971  | Lee Trevino                               |                                                              | Jack Nicklaus (4)    | 244 491 $            |                    |
| 1972  | Jack Nicklaus (2)                         |                                                              | Jack Nicklaus (5)    | 320 542 $            |                    |
| 1973  | Jack Nicklaus (3)                         |                                                              | Jack Nicklaus (6)    | 308 362 $            |                    |
| 1974  | Johnny Miller                             |                                                              | Johnny Miller        | 353 021 $            |                    |
| 1975  | Jack Nicklaus (4)                         |                                                              | Jack Nicklaus (7)    | 298 149 $            |                    |
| 1976  | Jack Nicklaus (5)                         |                                                              | Jack Nicklaus (8)    | 266 438 $            |                    |
| 1977  | Tom Watson                                |                                                              | Tom Watson           | 310 653 $            |                    |
| 1978  | Tom Watson (2)                            |                                                              | Tom Watson (2)       | 362 429 $            |                    |
| 1979  | Tom Watson (3)                            |                                                              | Tom Watson (3)       | 462 636 $            |                    |
| 1980  | Tom Watson (3)                            |                                                              | Tom Watson (4)       | 530 808 $            |                    |
| 1981  | Tom Watson (4)                            |                                                              | Tom Kite             | 375 699 $            |                    |
| 1982  | Bill Rogers                               |                                                              | Craig Stadler        | 446 462 $            |                    |
| 1983  | Hal Sutton                                |                                                              | Hal Sutton           | 426 668 $            |                    |
| 1984  | Tom Watson (6)                            |                                                              | Tom Watson (5)       | 476 260 $            |                    |
| 1985  | Lanny Wadkins                             |                                                              | Curtis Strange       | 542 321 $            |                    |
| 1986  | Bob Tway                                  |                                                              | Greg Norman          | 653 296 $            |                    |
| 1987  | Paul Azinger                              |                                                              | Curtis Strange (2)   | 925 941 $            |                    |
| 1988  | Curtis Strange                            |                                                              | Curtis Strange (3)   | 1 147 644 $          |                    |
| 1989  | Tom Kite                                  |                                                              | Tom Kite (2)         | 1 395 278 $          |                    |
| 1990  | Nick Faldo                                | Wayne Levi                                                   | Greg Norman (2)      | 1 165 477 $          | Robert Gamez       |
| 1991  | Corey Pavin                               | Fred Couples                                                 | Corey Pavin          | 979 430 $            | John Daly          |
| 1992  | Fred Couples                              | Fred Couples (2)                                             | Fred Couples         | 1 344 188 $          | Mark Carnevale     |
| 1993  | Nick Price                                | Nick Price                                                   | Nick Price           | 1 478 557 $          | Vijay Singh        |
| 1994  | Nick Price                                | Nick Price (2)                                               | Nick Price (2)       | 1 499 927 $          | Ernie Els          |
| 1995  | Greg Norman                               | Greg Norman                                                  | Greg Norman (3)      | 1 654 959 $          | Woody Austin       |
| 1996  | Tom Lehman                                | Tom Lehman                                                   | Tom Lehman           | 1 780 159 $          | Tiger Woods        |
| 1997  | Tiger Woods                               | Tiger Woods                                                  | Tiger Woods          | 2 066 833 $          | Stewart Cink       |
| 1998  | Mark O'Meara                              | Mark O'Meara                                                 | David Duval          | 2 591 031 $          | Steve Flesch       |
| 1999  | Tiger Woods (2)                           | Tiger Woods (2)                                              | Tiger Woods (2)      | 6 616 585 $          | Carlos Franco      |
| 2000  | Tiger Woods (3)                           | Tiger Woods (3)                                              | Tiger Woods (3)      | 9 188 321 $          | Michael Clark II   |
| 2001  | Tiger Woods (4)                           | Tiger Woods (4)                                              | Tiger Woods (4)      | 5 687 777 $          | Charles Howell III |
| 2002  | Tiger Woods (5)                           | Tiger Woods (5)                                              | Tiger Woods (5)      | 6 912 625 $          | Jonathan Byrd      |
| 2003  | Tiger Woods (6)                           | Tiger Woods (6)                                              | Vijay Singh          | 7 573 907 $          | Ben Curtis         |
| 2004  | Vijay Singh                               | Vijay Singh                                                  | Vijay Singh (2)      | 10 905 166 $         | Todd Hamilton      |
| 2005  | Tiger Woods (7)                           | Tiger Woods (7)                                              | Tiger Woods (6)      | 10 628 024 $         | Sean O'Hair        |
| 2006  | Tiger Woods (8)                           | Tiger Woods (8)                                              | Tiger Woods (7)      | 9 941 563 $          | Trevor Immelman    |
| 2007  | Tiger Woods (9)                           | Tiger Woods (9)                                              | Tiger Woods (8)      | 10 867 052 $         | Brandt Snedeker    |
| 2008  | Pádraig Harrington                        | Pádraig Harrington                                           | Vijay Singh (3)      | 6 601 094 $          | Andrés Romero      |
| 2009  | Tiger Woods (10)                          | Tiger Woods (10)                                             | Tiger Woods (9)      | 10 508 163 $         | Marc Leishman      |
| 2010  | Jim Furyk                                 | Jim Furyk                                                    | Matt Kuchar          | 4 910 477 $          | Rickie Fowler      |
| 2011  | Luke Donald                               | Luke Donald                                                  | Luke Donald          | 6 683 214 $          | Keegan Bradley     |
| 2012  | Rory McIlroy                              | Rory McIlroy                                                 | Rory McIlroy         | 8 047 952 $          | John Huh           |
| 2013  | Tiger Woods (11)                          | Tiger Woods (11)                                             | Tiger Woods (10)     | 8 553 439 $          | Jordan Spieth      |
| 2014  | Rory McIlroy (2)                          | Rory McIlroy (2)                                             | Rory McIlroy (2)     | 8 280 096 $          | Chesson Hadley     |
| 2015  | Jordan Spieth                             | Jordan Spieth                                                | Jordan Spieth        | 12 030 465 $         | Daniel Berger      |
| 2016  | Dustin Johnson                            | Dustin Johnson                                               | Dustin Johnson       | 9 365 185 $          | Emiliano Grillo    |
| 2017  | Justin Thomas                             | Justin Thomas                                                | Justin Thomas        | 9 921 560 $          | Xander Schauffele  |
| 2018  | Brooks Koepka                             | Brooks Koepka                                                | Justin Thomas (2)    | 8 694 821 $          | Aaron Wise         |
| 2019  | Brooks Koepka (2)                         | Rory McIlroy (3)                                             | Brooks Koepka        | 9 684 006 $          | Im Sung-jae        |
| 2020  | Justin Thomas (2)                         | Justin Thomas (2)                                            | Justin Thomas (3)    | 7 344 040 $          | Scott Scheffler    |
| 2021  | Jon Rahm                                  | Patrick Cantlay                                              | Jon Rahm             | 7 705 933 $          | Will Zalatoris     |
| 2022  | Cameron Smith                             | Scott Scheffler                                              | Scott Scheffler      | 14 046 910 $         | Cameron Young      |
| 2023  | Non attribué                              | Scott Scheffler (2)                                          | Scott Scheffler (2)  | 21 014 342 $         | Eric Cole          |
| 2024  | Non attribué                              | Scott Scheffler (3)                                          | Scott Scheffler (3)  | 29 228 357 $         | Nick Dunlap        |

## Vainqueurs multiples aux gains
- 10 : Tiger Woods
- 8 : Jack Nicklaus
- 5 : Ben Hogan, Tom Watson
- 4 : Arnold Palmer
- 3 : Sam Snead, Curtis Strange, Greg Norman, Vijay Singh, Justin Thomas et Scott Scheffler.
- 2 : Byron Nelson, Julius Boros, Billy Casper, Tom Kite, Nick Price et Rory McIlroy.

## Vainqueurs multiples du titre de Joueur de l'année PGA
- 11: Tiger Woods
- 6: Tom Watson
- 5: Jack Nicklaus
- 4: Ben Hogan
- 2: Julius Boros, Billy Casper, Arnold Palmer, Nick Price, Rory McIlroy, Brooks Koepka et  Justin Thomas

## Vainqueurs aux gains sur une carrière
Top 10 des vainqueurs aux gains sur une carrière mis à jour mars 2024.
| Rang | Golfeur        | Pays            | Gains (US$)   |
| ---- | -------------- | --------------- | ------------- |
| 1    | Tiger Woods    | États-Unis      | 120 954 766 $ |
| 2    | Phil Mickelson | États-Unis      | 96 572 310 $  |
| 3    | Rory McIlroy   | Irlande du Nord | 80 608 227 $  |
| 4    | Dustin Johnson | États-Unis      | 75 417 837 $  |
| 5    | Jim Furyk      | États-Unis      | 71 507 269 $  |
| 6    | Vijay Singh    | Fidji           | 71 236 216 $  |
| 7    | Adam Scott     | Australie       | 63 913 326 $  |
| 8    | Justin Rose    | Angleterre      | 62 418 731 $  |
| 9    | Jordan Spieth  | États-Unis      | 61 871 004 $  |
| 10   | Jason Day      | Australie       | 58 920 500 $  |